# Gargareáni
Gargareáni (řecky Γαργαρείς Gargareis) byl v řecké mytologii kmen složený pouze z mužů. Měli každoročně pohlavní styk s Amazonkami, aby rozmnožovali kmeny obou pohlaví. Pro tyto účely byli někdy Amazonkami unášeni, znásilňováni nebo i zabíjeni. Amazonky si poté nechávaly děvčátka, a vychovávaly z nich válečnice, zatímco gargareáni dostávali chlapce.